# Heinrich Bode (Rechtswissenschaftler)
Heinrich von Bode (auch: Henricus Bodinus; * 6. April 1652 in Rinteln; † 15. September 1720 in Halle) war ein deutscher Rechtswissenschaftler und befasste sich mit den Hexenprozessen seiner Zeit.

## Leben
Bode stammte aus einflussreichen Verhältnissen. Sein Vater Gerhard Bode (1620–1697) war an der Universität Rinteln Professor der Theologie, Superintendent und Konsistorialrat. Seine Mutter Christina war die Tochter des Bürgermeisters von Minden Heinrich Schreiber und dessen Frau Christina Sobbe, der Tochter des Patritzers und Kämmerers in Minden Georg Sobbe und dessen Frau Beate von Kampen, der Tochter des Bürgermeisters von Minden Thomas von Kampen. Bode studierte in Rinteln zunächst orientalische Sprachen und Theologie und ab 1668 Rechtswissenschaft an der Universität Helmstedt. Im Februar 1672 wurde er Lizenziat der Rechte und absolvierte anschließend seine praktische Ausbildung in Speyer, Regensburg und Wien. Seit 1674 lehrte er an der Universität Rinteln und seit 1677 an der Universität Marburg. 1682 wurde er an der Universität Rinteln Professor der Dekretalen.
Am 12. August 1693 wurde er neben Christian Thomasius, Samuel Stryk und Johann Georg Simon (1644–1696) als vierter ordentlicher Professor der juristischen Fakultät an die neugegründete Universität Halle berufen und war für das Römische Recht und das Strafrecht tätig. Am 18. Juli 1694 wurde er Konsistorialrat des Herzogtums Magdeburg. Am 4. Juli 1707 erhielt er in Wien vom Kaiser Joseph I. den Adelsbrief. Bode hatte sich auch an den organisatorischen Aufgaben der Hallenser Hochschule beteiligt und war 1699/1700 sowie 1709/10 Prorektor der Alma Mater. Bode thematisierte Missbräuche bei den Hexenprozessen und der Folter (Hexentheoretiker).

## Familie
Am 10. November 1678 heiratete er in Minden Anna Catharina Agnes Borries (* 8. Februar 1658 in Minden; † 1. April 1693 in Rinteln), die Tochter des dortigen Bürgermeisters Lic. jur. Johann Daniel Borries und dessen Frau Elisabeth Graff. Aus dieser Ehe stammen sechs Töchter und zwei Söhne, wovon zwei Töchter vor der Mutter verstarben.
1. Anna Sophie heiratete am 12. Juli 1702 den Juristen in Halle Konrad Hermann Fuhrmann.
2. Maria Christiane heiratete am 24. Juni 1715 den fürstlich ostfriesischen Obersekretär in Aurich Heinrich Hermann von Halem. Sie sind in der 4. Generation Vorfahren des Juristen Rudolf von Jhering.
3. Henriette Katharina heiratete am 3. August 1716 den königlich preußischen und herzoglich württembergischen Hofrat und Stallmeister August Wilhelm von Lüder auf Hergisdorf. Sie sind in der 5. Generation die Vorfahren der Johanna von Puttkamer.[3]
4. Johann Georg von Bode war Erbherr auf Emmerstedt und seit 1729 königlich großbritannischer und kurfürstlich braunschweigischer Hof- und Konsistorialrat.
Er adoptierte 1747 seinen Neffen Carl Heinrich Fuhrmann.[5]
5. Friedrich von Bode, verheiratet 1722 mit Eleonore Leopoldine Marianne von Lenz, war ab 1741 der Geheime Rat des Fürsten Wilhelm Heinrich von Nassau-Saarbrücken.

Nach dem Tod seiner Ehefrau am 1. April 1693 heiratete er um 1695 Klara Elisabeth Schultzen, danach am 24. Juni 1703 Anna Rosine Klemm, die Witwe des Obristleutnants Christian Österling und schließlich am 4. November 1717 Susanne Elisabeth Ringhammer, die Witwe des gräflich mansfeldischen Rats Christian Ludwig Haußmann. Die letzten Ehen blieben kinderlos.
Der Reichshofrat Justus Wolrad von Bode war sein Bruder.

## Werke (Auswahl)
- Fürstliche Machkunst, oder unerschöpfliche Goldgrube, wodurch sich ein Fürst mächtig und die Unterthanen reich machen kan. Halle 1703
- Programm Von den nothwendigen Liebes-Pflicht zwischen Obrigkeit und Unterthanen. Halle 1704

### Dissertationen unter Bode
- selectae resolutiones juris. Rinteln 1687
- de prohibita violatione juris sepultuarae. Rinteln 1687
- de autoritate seu actione, quae pro evictione competit. Rinteln 1688
- de Barattaria. Rinteln 1688
- de fideicommisso tacito. Rinteln 1692
- de actione famililie erciseundae. Rinteln 1692
- de peritia et imperitia. Rinteln 1692
- de nuptiis civilibus et canonicis. Rinteln 1693
- de juribus infirmorum seu aegrotorum singularibus. Rinteln 1693
- de abusu poenitentiae ecclesiasticae. Halle 1694
- de restringenda libertate matrimonium ineunte. Halle 1694
- de licito usu & gravissimo abusu juramentorum. Halle 1694
- de discordiis conjugum. Halle 1694
- de conditione turpi impleta. Halle 1695
- de contractibus summarum potestatum. Halle 1696
- de erroribus communibus circa metrimonialia. Halle 1696
- de collatione succedentium liberorum. Halle 1696
- de vindiciis pactorum jur. rom. Halle 1696
- de obligatione forensi iuris divini. Halle 1696
- de abusu et usu torturae. Halle 1697
- de jure circa abrietatem 1670.
- de anticipato concubitu. Halle 1701
- de usuris licitis ultra quincunces. Halle 1701
- de judice male procedente. Halle 1701
- de eo, quod justum est circa testimonia historicum. Halle 1701
- de fallacibus indiciis magiae. Halle 1701
- de obsequio militum in defendendo praefidio. Halle 1701
- de poenis innocentium. Halle 1702
- de laesione ex delicto defuncti ab heredibus praestanda. Halle 1702
- de expellendo non soluti. Halle 1703
- de casu fortuito a quasi usufructuario no praestando. Halle 1703
- de non praeferendis fumtibus curationis ultimi morbi. Halle 1703
- de conjugio illicito. Halle 1703
- de collatione sumtuum studiorum. Halle 1703
- de jure nobilitatis et verae ingenuitatis. Halle 1704
- de moderno testamentorum abusu. Halle 1704
- de donatione propter nuptias. Halle 1705
- de beatitudine juridica. Halle 1705
- de jure dominii in praedio serviente. Halle 1705
- de jure salinario Halensi. Halle 1706
- Selectae conclusiones juris controversi. Halle 1707
- de jure collectandi non civis. Halle 1707
- de statu reipublicae germanicae feudali. Halle 1707
- de errore communi circa venditiones quae in scriptis conficiuntur. Halle 1707
- de pacto confraternitatis Saxonico-Brandenburgicico-Hassiacae. Halle 1708
- de barattaria, German. von Bestechung der Richter : recusa / Heinrich von Bode. [Resp.:] Johann Gerhardus Hirschfeld. - Halle : Zeitler, 1708. Digitalisierte Ausgabe der Universitäts- und Landesbibliothek Düsseldorf
- Collatio juris romani civilis et statutarii Franckenhusani circa successioem conjugum ab intestato.